# 豐樂公園站
豐樂公園站位於臺中市南屯區，當地地名及原訂站名為「麻糍埔」，為臺中捷運綠線（烏日文心北屯線）之捷運車站。

## 車站概要
車站位於文心南路與文心南五路一段路口附近（文心南路上，南苑公園西側），位於南屯區豐樂里；車站編號為114。

## 沿革
計劃時站名取自當地地名麻糍埔、當時車站編號為G12。
- 2013年3月1日 - 工程開始[6]（pp. 4-5）。
- 2018年6月30日 - 公告站名[7]。
- 2020年
  - 11月16日 - 試營運（至12月15日止4週間免費）[8]。
  - 11月22日 - 連接器牽引裝置軸心斷裂，試營運中止[9]。
  - 12月19日 - 原定正式營運日[8]。
- 2021年
  - 3月25日 - 重啟試營運（至4月23日止的30日間持IC卡免費。4月24日休息）[10]。
  - 4月25日 - 正式營運[10]。
- 2023年5月10日：本站南側發生台中捷運塔吊撞擊事故，共導致1人死亡與10人受傷。

## 車站構造
高架車站，兩座側式月台，一個出入口。

### 車站樓層
| 地上 四樓          | 穿越層                             | 月台連絡天橋 |
| 地上 三樓          |                                    |              |
| 側式月台，右側開門 |                                    |              |
| ①號月台            | 綠線 往北屯總站方向（南屯站）      |              |
| ②號月台            | 綠線 往高鐵台中站方向（大慶站）    |              |
| 側式月台，右側開門 |                                    |              |
| 穿堂層             | 出入口、服務台、驗票口、自動售票機 |              |

| 地上 二樓 | 中間層 | 樓梯、電扶梯轉接平台 |
| 地面      |        |                      |
| 出入口    | 出入口 |                      |

### 車站出口
於南苑公園內設有單側處入口。另預留未來增設對側出入口之銜接口。
| 出入口                             | 圖片 | 位置                                     |
| ---------------------------------- | ---- | ---------------------------------------- |
| 單一出入口 · 設有電梯 · 設有手扶梯 |      | 文心南路與文心南五路一段路口，南苑公園內 |
| 註： 設有電梯 \| 設有手扶梯        |      |                                          |

## 利用狀況
豐樂公園站2022全年每日進出人次約3,807人次，在台中捷運系統中排名第9。本站緊鄰大型公園及大型量販店，在假日期間人潮較多。
| 年   | 年間    | 年間    | 年間      | 單日平均 | 單日平均 |
| 年   | 進站    | 出站    | 進出站計  | 進站     | 進出站   |
| ---- | ------- | ------- | --------- | -------- | -------- |
| 2022 | 476,905 | 514,260 | 991,165   | 1,307    | 2,716    |
| 2023 | 666,726 | 723,002 | 1,389,728 | 1,826    | 1,981    |

## 外部連結
- 捷運綠線(公開)
- 豐樂公園站（台中捷運股份有限公司） （页面存档备份，存于）